# Truncus vagosympathicus
Der Truncus vagosympathicus ist ein Nerv des vegetativen Nervensystems bei vielen Säugetieren. Es handelt sich dabei um eine Verbindung des Nervus vagus mit dem sympathischen Strang des Halses zwischen Ganglion cervicale medium und Ganglion cervicale craniale. Gelegentlich verlaufen bei einigen Individuen beide Anteile auch getrennt am Hals, wie es beim Menschen der Regelfall ist.
Beide Anteile haben, so sie vereinigt sind, zwar eine gemeinsame Epineuralhülle, es gibt aber keine funktionelle Verbindung zwischen beiden. Die Hauptrichtung des Informationsflusses verläuft für die Vaguskomponente vom Kopf zum Brustkorb, für den Sympathikusanteil umgekehrt. Eine Schädigung des Truncus vagosympathicus führt zu einem Ausfall des Sympathikus im Kopfbereich (Horner-Syndrom, Vasodilatation, Anhidrosis) und der parasympathischen Innervation in Brust und Bauch sowie zum Kehlkopfpfeifen.
Der Truncus vagosympathicus verläuft mit der Arteria carotis communis in einer gemeinsamen Faszienscheide (Vagina carotica), beide Leitungsbahnen sind dadurch fest miteinander verbunden. Sie liegen dorsal (oberhalb) von Luftröhre und Speiseröhre.